# ناتالیا زولوتوخینا (شناگر)
ناتالیا زولوتوخینا (انگلیسی: Nataliya Zolotukhina؛ زادهٔ ۲۴ نوامبر ۱۹۷۶) ورزشکار ورزش شنا است.